# Jewett W. Adams

Jewett W. Adams

Jewett William Adams (* 6. August 1835 in South Hero, Vermont; † 18. Juni 1920 in San Francisco, Kalifornien) war ein US-amerikanischer Politiker und zwischen 1883 und 1887 Gouverneur des Bundesstaates Nevada.

## Frühe Jahre und Aufstieg
Jewett Adams besuchte die öffentlichen Schulen seiner Heimat in Vermont. Danach arbeitete er als Kaufmann und Rancher. Durch den Goldrausch in Kalifornien angetrieben, kam Adams in den Westen. Er war als Minenarbeiter tätig und besaß später ein Ladengeschäft, bevor er dann 1864 nach Nevada ging. Dort war er als Major Mitglied der Miliz. Als Demokrat wurde er im Jahr 1875 für zwei Wahlperioden als Vizegouverneur Stellvertreter des Gouverneurs in Nevada. Dieses Amt bekleidete er bis Januar 1883. Im Jahr 1882 wurde er selbst zum Gouverneur gewählt, wobei er sich mit 54,3 Prozent der Stimmen gegen den Republikaner Enoch Strother durchsetzte.

## Gouverneur von Nevada
Adams trat sein neues Amt am 1. Januar 1883 an. In seiner vierjährigen Amtszeit wurde die University of Nevada von Elko nach Reno verlegt. Der Eisenbahnausbau wurde gefördert und die Wirtschaft blühte aufgrund des florierenden Geschäfts mit dem Ertrag der Silberminen. Trotzdem wurde Adams im Jahr 1886 nicht wiedergewählt: Er kam nur auf 47,5 Prozent der Stimmen und unterlag damit Charles C. Stevenson.
Zwischen 1894 und 1898 war er Manager der United States Mint in Carson City. 1915 zog er mit seiner Familie wieder in den Staat Kalifornien nach San Francisco. Dort ist er am 18. Juni 1920 auch verstorben. Gouverneur Adams war mit Emma Lee verheiratet.